# Saint-Laurent-la-Conche
Saint-Laurent-la-Conche là một xã trong tỉnh Loire miền trung nước Pháp.